# 554879 Kissgyula
554879 Kissgyula este o planetă minoră (asteroid) din centura de asteroizi. A fost descoperită pe 2 octombrie 2011 la Piszkéstetői Obszervatórium⁠(d) de . 
Obiectul prezintă o orbită caracterizată de o semiaxă mare de 2,4134079301877 UAi, o excentricitate de 0,12658266788507, o înclinație de 13,887797379409 ° în raport cu ecliptica.